# Sham Shui Po (distrito)
O distrito de Sham Shui Po (chinês tradicional: 深水埗區) é um dos 18 distritos de Hong Kong. Ele cobre as áreas de Shek Kip Mei, Sham Shui Po, Cheung Sha Wan, Lai Chi Kok e Yau Yat Chuen, em New Kowloon e a Ilha Ngong Shuen Chau. É o distrito mais pobre de Hong Kong, com uma população predominantemente da classe operária com a menor renda familiar média, sendo uma das com menores índices de educação.

## Administrações
O distrito de Sham Shui Po administra:
- Cheung Sha Wan  (長沙灣)
- Kowloon Tong (九龍塘) (oeste da linha MTR onde Yau Yat Tsuen (又一村) está localizada).
- Lai Chi Kok (荔枝角)
- Sham Shui Po (深水埗)
- Shek Kip Mei (石硤尾)
- So Uk (蘇屋)
- Ngong Shuen Chau (昂船洲) (excluindo as terras reclamadas pelo Terminal 8)

## Atração
A rua "Apliu" em Sham Shui Po é um lugar bem conhecido onde os entusiastas de eletrônica costumam ir. Lá encontra-se quase tudo o que precisa para projetos eletrônicos. Além de itens eletrônicos, pode-se também encontrar as ferramentas e dispositivos elétricos, telefones celulares e acessórios. Até mesmo lojas de automóveis podem ser encontradas na região.

## Demografia

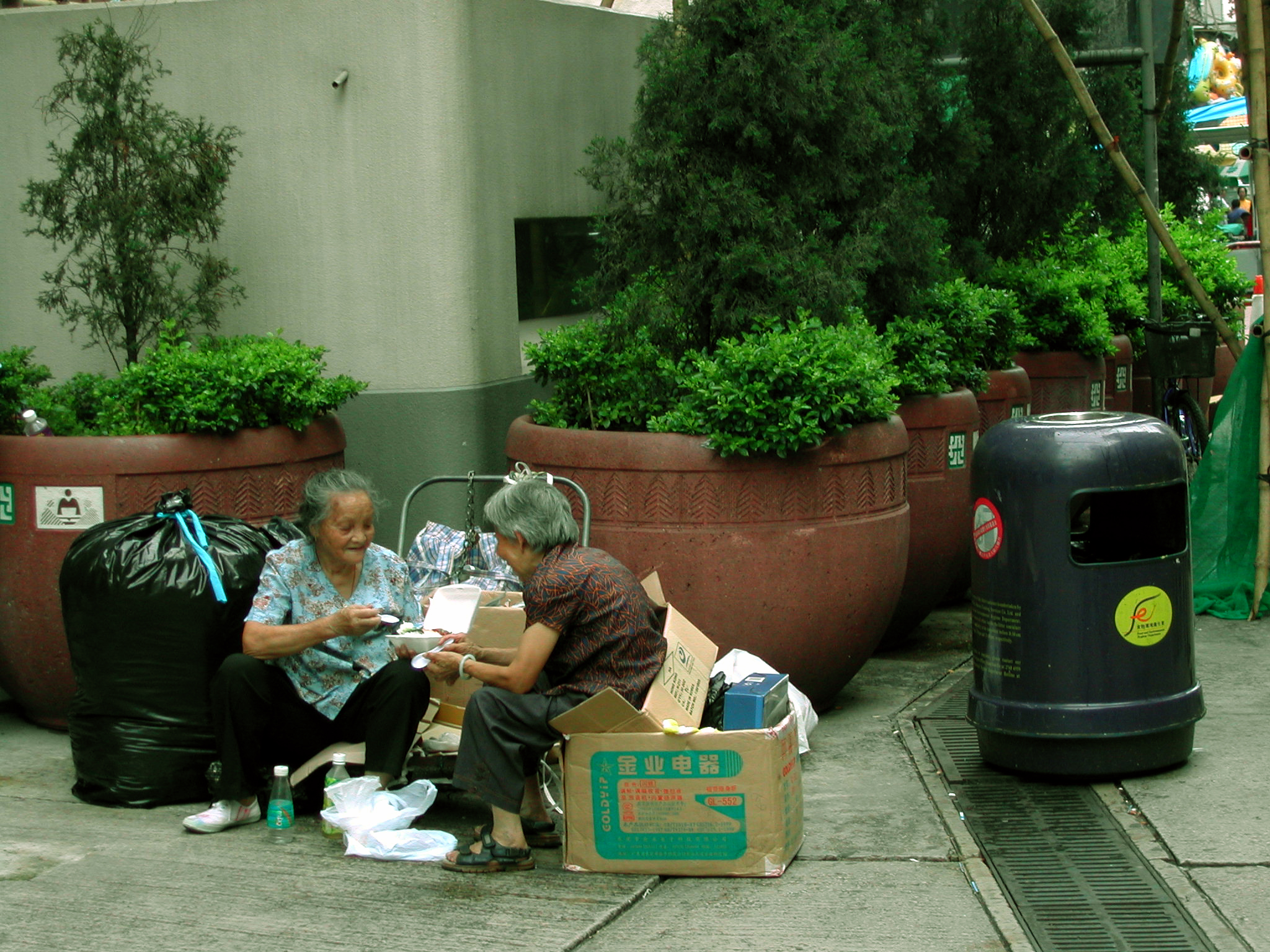
Duas idosas fazendo sua refeição e sentadas em caixas de papelão. O cenário comum nas ruas indica o envelhecimento o que é um problema sério de Sham Shui Po.

Sham Shui Po já era um distrito densamente povoado entre 1950 e 1960. É muito pobre, com menor renda familiar média mensal doméstica entre os 18 distritos. Possui o maior percentual de idosos com mais de 65 anos. A percentagem de novos imigrantes também é muito alta.
O Mei Foo Sun Chuen em Lai Chi Kok, que foi construído em 1966, foi o primeiro bloco privado de Hong Kong de grande escala habitacional, compreendendo oito fases, com um total de 99 blocos.

## Política
Devido a grande presença da baixa renda em Sham Shui Po, a área tem produzido muitos políticos pró-base. O atual presidente do COnselho Distrital de  Sham Shui Po, o Sr. Tam Kwok-kiu, é um político local, veterano que vem combatendo a favor dos interesses dos inquilinos de habitação social por muitos anos.
Sham Shui Po é o reduto de partido político de Tam, o Associação Democracia e Vida das Pessoas (ADPL). Dos 26 vereadores no distrito de Sham Shui Po, nove pertencem ao seu grupo, incluindo o chefe do partido Frederick Fung Kin-kee. Fung foi devolvido a Assembleia Legislativa de Hong Kong, em 2000, por eleição direta na circunscrição geográfica de Kowloon Oeste, em que Sham Shui Po é a maior área.
No entanto, em Hong Kong, o maior partigo pró-governo e pró-Pequim, a Aliança Democrática para Melhoria de Hong Kong (DAB), ganhou uma posição em Sham Shui Po também. Em 2000, Tsang Yok-sing, o então presidente do DAB e membro do Conselho Executivo, Chefe do Executivo, Tung Chee-hwa, ganhou um assento no Conselho Legislativo representando o círculo eleitoral do Kowloon Oeste, que inclui Sham Shui Po.
Os democratas têm sido menos bem sucedidos em angariar o apoio popular. Políticos pró-Pequim ganharam apoio em Sham Shui Po, organizando eventos, tais como banquetes e passeios para o sul da China gratuitos. [carece de fontes?]